# Samsung Galaxy Ace Plus
Samsung Galaxy Ace Plus — смартфон компании Samsung Electronics на базе операционной системы Android. Был выпущен в 2012 году. Является продолжением оригинального Galaxy Ace. Между ним идут Samsung Galaxy Ace и Samsung Galaxy Ace 2.

## Характеристики
Гаджет имеет 4" дисплей Super AMOLED с разрешением 420X480 точек. Процессор собственного производства. Оперативной памяти 512 МБ, а встроенной — 8ГБ. Устройство работает на ОС Android и является преемником первого смартфона.

## Внешний вид
На лицевой стороне находятся две сенсорных кнопки и одна физическая, сзади располагается логотип. Задняя крышка сделана из пластика, вокруг — окантовка, замаскированная под металл.

## Дисплей
Экран телефона выполнен по технологии Super AMOLED и имеет диагональ четыре дюйма. При включении высвечивается надпись «Samsung Galaxy Ace Plus».